# Avonley Nguyen
Avonley Claren Nguyen (ur. 22 listopada 2002 w Cleveland) – amerykańska łyżwiarka figurowa, startująca w parach tanecznych. Mistrzyni świata juniorów (2020), srebrna medalistka finału Junior Grand Prix (2019), mistrzyni (2020) oraz wicemistrzyni (2019) Stanów Zjednoczonych juniorów.
29 czerwca 2020 roku Nguyen i Kołesnyk ogłosili zakończenie wspólnej jazdy. Nguyen potwierdziła, że chce kontynuować karierę łyżwiarską z nowym partnerem.

## Osiągnięcia

### Z Wadymem Kołesnykiem

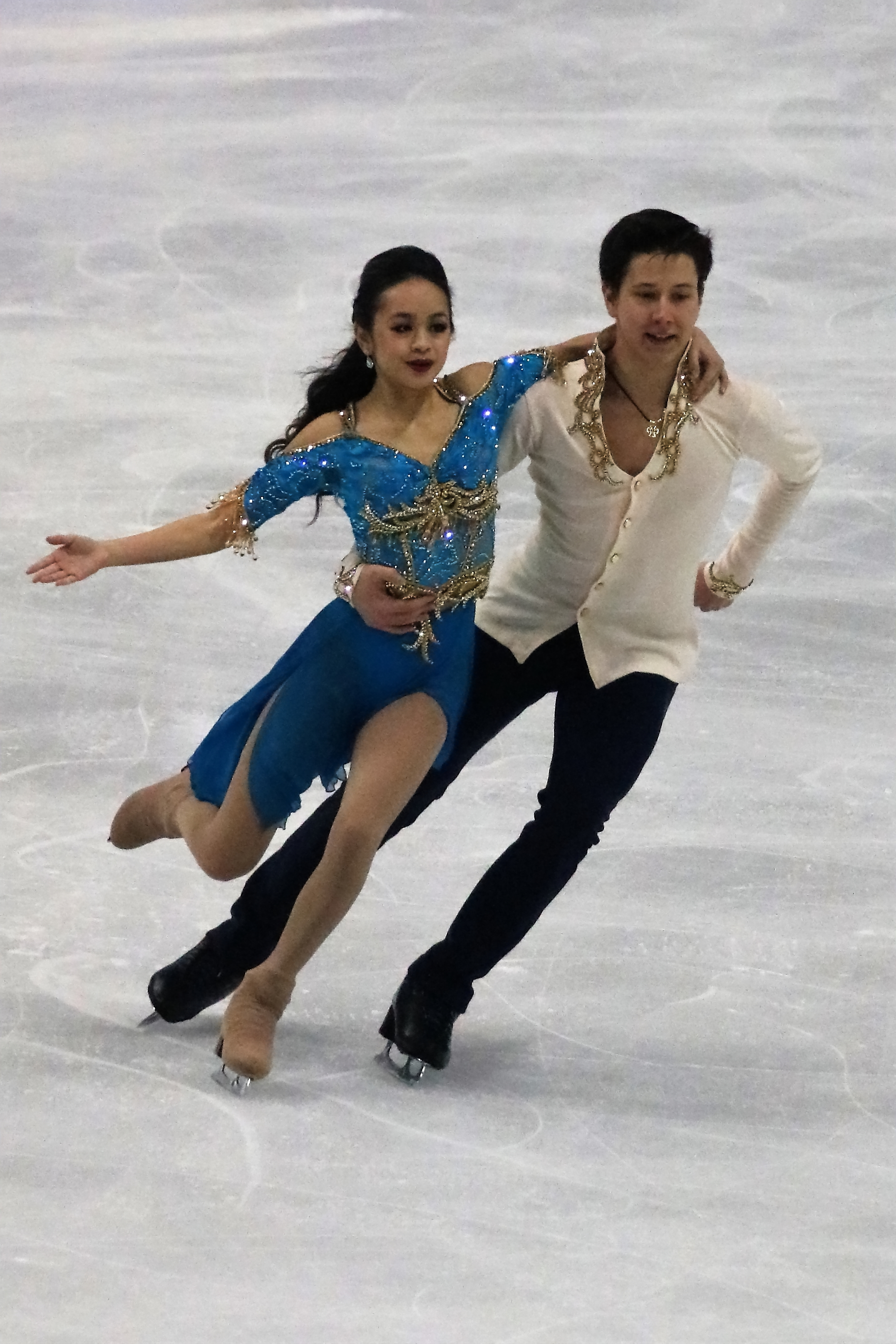
Taniec rytmiczny podczas finału Junior Grand Prix 2019

| Zawody                                | 17–18                                 | 18–19                                 | 19–20                                 |                                       |                                       |                                       |                                       |                                       |                                       |                                       |                                       |                                       |                                       |                                       |                                       |                                       |                                       |                                       |
| Międzynarodowe: Kategorie młodzieżowe | Międzynarodowe: Kategorie młodzieżowe | Międzynarodowe: Kategorie młodzieżowe | Międzynarodowe: Kategorie młodzieżowe | Międzynarodowe: Kategorie młodzieżowe | Międzynarodowe: Kategorie młodzieżowe | Międzynarodowe: Kategorie młodzieżowe | Międzynarodowe: Kategorie młodzieżowe | Międzynarodowe: Kategorie młodzieżowe | Międzynarodowe: Kategorie młodzieżowe | Międzynarodowe: Kategorie młodzieżowe | Międzynarodowe: Kategorie młodzieżowe | Międzynarodowe: Kategorie młodzieżowe | Międzynarodowe: Kategorie młodzieżowe | Międzynarodowe: Kategorie młodzieżowe | Międzynarodowe: Kategorie młodzieżowe | Międzynarodowe: Kategorie młodzieżowe | Międzynarodowe: Kategorie młodzieżowe | Międzynarodowe: Kategorie młodzieżowe |
| ------------------------------------- | ------------------------------------- | ------------------------------------- | ------------------------------------- | ------------------------------------- | ------------------------------------- | ------------------------------------- | ------------------------------------- | ------------------------------------- | ------------------------------------- | ------------------------------------- | ------------------------------------- | ------------------------------------- | ------------------------------------- | ------------------------------------- | ------------------------------------- | ------------------------------------- | ------------------------------------- | ------------------------------------- |
| Mistrzostwa świata juniorów           |                                       | 4                                     | 1                                     |                                       |                                       |                                       |                                       |                                       |                                       |                                       |                                       |                                       |                                       |                                       |                                       |                                       |                                       |                                       |
| JGP Finał                             |                                       | 5                                     | 2                                     |                                       |                                       |                                       |                                       |                                       |                                       |                                       |                                       |                                       |                                       |                                       |                                       |                                       |                                       |                                       |
| JGP na Białorusi                      | 5                                     |                                       |                                       |                                       |                                       |                                       |                                       |                                       |                                       |                                       |                                       |                                       |                                       |                                       |                                       |                                       |                                       |                                       |
| JGP na Litwie                         |                                       | 2                                     |                                       |                                       |                                       |                                       |                                       |                                       |                                       |                                       |                                       |                                       |                                       |                                       |                                       |                                       |                                       |                                       |
| JGP w Polsce                          |                                       |                                       | 1                                     |                                       |                                       |                                       |                                       |                                       |                                       |                                       |                                       |                                       |                                       |                                       |                                       |                                       |                                       |                                       |
| JGP w Słowenii                        |                                       | 1                                     |                                       |                                       |                                       |                                       |                                       |                                       |                                       |                                       |                                       |                                       |                                       |                                       |                                       |                                       |                                       |                                       |
| JGP w Stanach Zjednoczonych           |                                       |                                       | 1                                     |                                       |                                       |                                       |                                       |                                       |                                       |                                       |                                       |                                       |                                       |                                       |                                       |                                       |                                       |                                       |
| JGP we Włoszech                       | 6                                     |                                       |                                       |                                       |                                       |                                       |                                       |                                       |                                       |                                       |                                       |                                       |                                       |                                       |                                       |                                       |                                       |                                       |
| Bavarian Open                         |                                       |                                       | 1 J                                   |                                       |                                       |                                       |                                       |                                       |                                       |                                       |                                       |                                       |                                       |                                       |                                       |                                       |                                       |                                       |
| Krajowe                               |                                       |                                       |                                       |                                       |                                       |                                       |                                       |                                       |                                       |                                       |                                       |                                       |                                       |                                       |                                       |                                       |                                       |                                       |
| Mistrzostwa Stanów Zjednoczonych      | 5 J                                   | 2 J                                   | 1 J                                   |                                       |                                       |                                       |                                       |                                       |                                       |                                       |                                       |                                       |                                       |                                       |                                       |                                       |                                       |                                       |
| Midwestern Sectionals                 | 1 J                                   |                                       |                                       |                                       |                                       |                                       |                                       |                                       |                                       |                                       |                                       |                                       |                                       |                                       |                                       |                                       |                                       |                                       |

### Z Maxwellem Gartem
| Mistrzostwa Stanów Zjednoczonych | 2 I |
| Midwestern Sectionals            | 3 I |

## Rekordy świata juniorów (JWR)
Avonley Nguyen / Wadym Kołesnyk
| Data                             | Punkty                          | Zawody                           | Uwagi                                                                                                | Źr.                             |
| Rekordy w nocie łącznej (GOE±5)  | Rekordy w nocie łącznej (GOE±5) | Rekordy w nocie łącznej (GOE±5)  | Rekordy w nocie łącznej (GOE±5)                                                                      | Rekordy w nocie łącznej (GOE±5) |
| -------------------------------- | ------------------------------- | -------------------------------- | --- | ------------------------------- |
| 7 marca 2020                     | 177,18                          | Mistrzostwa świata juniorów 2020 | Aktualny rekord świata juniorów.                                                                     |                                 |
| Rekordy w tańcu dowolnym (GOE±5) |                                 |                                  | |                                 |
| 7 marca 2020                     | 108,91                          | Mistrzostwa świata juniorów 2020 | Aktualny rekord świata juniorów.                                                                     |                                 |
| 7 grudnia 2019                   | 106,02                          | Finał Junior Grand Prix 2019     | Rekord pobity o 0,12 pkt. przez parę Marija Kazakowa / Gieorgij Riewija podczas tych samych zawodów. |                                 |